# Ледюк-Баром, Эммануэль
Эммануэль Ледюк-Баром (фр. Emmanuel Leducq-Barôme; р. 1971, Анси, Франция) — французский дирижёр.

## Биография
Эммануэль Ледюк-Баром родился во Франции в 1971 году. Окончив обучение в консерватории Лиона по классу скрипки, учился оркестровому дирижированию в Женевской консерватории. В сентябре 1993 года Эммануэль поступил в Санкт-Петербургскую консерваторию в класс Мариса Арвидовича Янсонса, а затем, в 1994 году, продолжил обучение под руководством профессора Ильи
Александровича Мусина.
Начиная с 1997 года маэстро занимал должность главного дирижёра камерного оркестра филармонии Калининграда, выступал с крупнейшими оркестрами России, в том числе с Академическим симфоническим оркестром Московской филармонии и Санкт-Петербургским государственным академическим симфоническим оркестром. В сентябре 2000 года Эммануэль Ледюк-Баром и ведущие музыканты Заслуженного коллектива России — Академического симфонического оркестра филармонии Санкт-Петербурга создали Балтийский камерный оркестр, художественным руководителем которого маэстро является до сих пор.
В 2001 году Эммануэль Ледюк-Баром стал лауреатом премии Французской ассоциации содействия культурным связям (AFAA). Во Франции маэстро дирижировал многочисленными оркестрами, в том числе Национальным оркестром Капитолия Тулузы, Филармоническим оркестром Ниццы, Филармоническим оркестром радио Франции, Оркестром де Канн, Оркестром де Бретань, Филармоническим оркестром Лотарингии, Оркестром де Пикардия, Оркестром де Бордо, и т. д.
В январе 2007 года маэстро открыл сезон оперы в Рио-де-Жанейро, после чего последовали многочисленные приглашения из Южной Америки.
В июне того же года состоялся его дебют в США.
В марте 2009 года Эммануэль Ледюк-Баром впервые
выступил с Заслуженным коллективом России — Академическим симфоническим оркестром филармонии Санкт-Петербурга, где под его руководством впервые в Санкт-Петербурге прозвучала кантата Артура Онеггера «Жанна д' Арк на костре». Роль Жанны д’ Арк исполняла Ксения Раппопорт. В этой
драматической оратории участвовал хор Санкт-Петербургской капеллы. После этой премьеры маэстро регулярно выступает в Санкт-Петербургской филармонии с Заслуженным коллективом России.
В 2014-2017 гг. Эммануэль Ледюк-Баром возглавлял Академический симфонический оркестр Саратовской областной филармонии им. Альфреда Шнитке.
Параллельно маэстро со своим другом и коллегой Львом Клычковым возрождает Балтийский камерный оркестр Санкт-Петербурга.
В 2017 году фирмой Rubicon Classics (UK) была выпущена запись произведений Рихарда Штрауса и Дмитрия Шостаковича, положительно отмеченная международной критикой, в том числе изданиями “Gramophone” (США / Великобритания) и “The Guardian” (Великобритания), а также рядом французских журналов.
В мае 2019 года свет увидел новый диск произведений Арнольда Шёнберга «Просветленная ночь» и Артюра Онеггера «Симфония №2», выпущенный той же британской звукозаписывающей студией.
Эммануэль Ледюк-Баром выступал с такими известными солистами, как Наталья Гутман, Режис Паскье, Арто Норас, Пьер Амойаль, Яков Касман, Андрей Коробейников, Ксавье де Местр, Лиана Исакадзе, Сергей Хачатрян и Денис Мацуев.

## Дискография
- Кшиштоф Пендерецкий: Концерт для кларнета с оркестром (Солист — Мишель Летье, Санкт-Петербугрскаий Эрмитажный оркестр), 2001
- Дмитрий Шостакович: Концерт для фортепиано с оркестром № 1 (Солист — Яков Касман, Оркестр Калининграда), 2002
- Альфред Шнитке: Концерт для фортепиано с оркестром № 1 (Солист — Яков Касман, Оркестр Калининграда), 2002
- Артюр Онеггер: Симфония № 2 (Балтийский камерный оркестр), 2003
- Рихард Штраус: Метаморфозы для 23 солирующих струнных (Балтийский камерный оркестр), 2003
- Бела Барток: Музыка для струнных, ударных и челесты и Дивертименто для струнных (Балтийский камерный оркестр), 2004
- Вольфганг Амадей Моцарт: Концертная симфония для скрипки и альта с оркестром (Солисты — Лев Клычков и Владимир Стопичев, Балтийский камерный оркестр), 2005
- Сергей Прокофьев: Концерты для фортепиано с оркестром № 2 и № 3 (Солист — Яков Касман, Московский академический симфонический оркестр), 2005
- Людвиг ван Бетховен: Концерт для скрипки с оркестром (Солист — Режис Паскье, Балтийский камерный оркестр), 2006
- Петр Чайковский: Произведения для скрипки с оркестром (Солист — Режис Паскье, Балтийский камерный оркестр), 2009
- Людвиг ван Бетховен: Фортепианные концерты № 4 и № 5 (Солист — Джеймс Дик, Балтийский камерный оркестр), 2010
- Иоганн Гуммель, Йозеф Гайдн, Иоганн Неруда: Концерты для трубы с оркестром (Солист — Роман Лелё, Балтийский камерный оркестр), 2011
- Рихард Штраус: Метаморфозы для 23 солирующих струнных (Балтийский камерный оркестр), 2017
- Дмитрий Шостакович: Струнный квартет № 8 (аранжировка для оркестра Рудольф Баршай), ор. 110а (Балтийский камерный оркестр), 2017
- Арнольд Шёнберг: Просветленная ночь (Балтийский камерный оркестр), 2019
- Артюр Онеггер: Симфония № 2 (Балтийский камерный оркестр), 2019